# خوان بونس دي ليون الثاني
خوان بونس دي ليون الثاني (بالإسبانية: Juan Ponce de León II)‏ هو مستكشف إسباني، ولد في 1524 في بورتوريكو في الولايات المتحدة، وتوفي في 1591 في سان خوان في الولايات المتحدة.